# Jamıla Bakbergenova
Jamıla Naýhannýrkyzy Bakbergenova (in kazako Жамила Науханнуркызы Бакбергенова?; 6 gennaio 1996) è una lottatrice kazaka, specializzata nella lotta libera, vincitrice della medaglia d'argento ai mondiali di Oslo 2021 nel torneo dei -72 kg.

## Palmarès
- Mondiali

Oslo 2021: argento nei -72 kg;
- Campionati asiatici

Xi'an 2019: bronzo nei -72 kg;
Nuova Delhi 2020: oro nei -72 kg;
Almaty 2021: argento nei -72 kg;
Ulaanbaatar 2022: oro nei -72 kg.
- Giochi della solidarietà islamica

Baku 2017: argento nei -69 kg;